# Río Jaibaras
El río Jaibaras es un río brasileño que baña el estado del Ceará.
Es un afluente del río Acaraú. En su lecho está construido la presa derivadora Aires de Sousa en el municipio de Sobral,  precisamente en el distrito de Jaibaras. También recientemente se ha construido en su lecho a montante la represa conocida como Barragem Taquara, en el municipio de Cariré (Ceará).